# Bourg-de-Thizy
Bourg-de-Thizy is een voormalige gemeente in het Franse departement Rhône in de regio Auvergne-Rhône-Alpes en telt 2670 inwoners (1999).

## Geschiedenis
Op 1 januari 2013 fuseerde de gemeente met La Chapelle-de-Mardore, Mardore, Marnand en Thizy tot de huidige gemeente Thizy-les-Bourgs.

## Geografie
De oppervlakte van Bourg-de-Thizy bedraagt 14,5 km², de bevolkingsdichtheid is 184,1 inwoners per km².
De onderstaande kaart toont de ligging van Bourg-de-Thizy met de belangrijkste infrastructuur en aangrenzende gemeenten.

## Demografie
Onderstaande figuur toont het verloop van het inwonertal (bron: INSEE-tellingen).

Bourg-de-Thizy · La Chapelle-de-Mardore · Mardore · Marnand · Thizy